# Nanna Sjöström
Nanna Sjöström, född 17 januari 1949 i Lumparland, död 28 januari 2018 i Mariehamn, var en åländsk konstnär, grafiker och formgivare.
Nanna Sjöström var en av Ålands mest etablerade grafiska konstnärer. Hon var bland annat en föregångare inom trycktekniken monotypi. År 2010 utgavs boken Nanna Sjöström, skriven av Jacqueline Stare.
Som djupt uppskattad konstnär var Sjöström mycket engagerad i åländskt kulturliv. Hon var bland annat mångårig styrelseledamot i Ålands Konstförening, och verkade också som föreningens ordförande mellan 1988 och 1993. I samband med separatutställningen Under stor press – Nanna Sjöström på Ålands Konstmuseum år 2013, som stängde museet inför dess stora renovering, utsågs Nanna Sjöström till Hedersmedlem i Ålands Konstförening.

## Utbildning[5]
- Gerlesborgsskolan – 1986-1988
- Isfjorden Norge – 1994
- Nordiskt Grafiksymposium Färöarna – 1995
- Grafiskt Experimentarium Danmark – 1998
- Glassymposium Holbeck, Danmark – 1999

## Separatutställningar i urval[5][6]
- Galleri Skarpans, Mariehamn, Åland – 2019
- Ålands Konstmuseum, Mariehamn, Åland – 2013
- Galleri Skarpans, Mariehamn, Åland – 2013
- Österåkers Konsthall Länsmansgården, Sverige – 2010
- Galleri Skarpans, Mariehamn,  Åland – 2009
- Kulturzentrum BUZ, Minden, Tyskland – 2009
- Victoriahotel, Minden, Tyskland – 2009
- Galleri Lugn & Ro, Eckerö, Sverige – 2008
- Galleri Skarpans, Mariehamn,  Åland – 2006
- Galleri Fäktargubben, Mariehamn, Åland – 2005
- Galleria Tarcal, Ungern – 2004
- Ålands Konstmuseum, Mariehamn, Åland – 2003
- Falsterbo Konsthall, Sverige – 2002
- Galleria BOR, Borgå, Finland – 2002
- Galleri Majnabbe, Göteborg, Sverige. – 2001
- Hallstavik Konsthall, Sverige – 2000
- Galleri Skarpans, Mariehamn, Åland – 2000
- Galleri Bagarstugan, Mariehamn, Åland – 2000
- Galleri Skarpans, Mariehamn, Åland – 2000
- Mariehamns Stads Galleri, Mariehamn, Åland – 1998
- Galleri Bagarstugan, Mariehamn, Åland – 1996
- Ålands Konstmuseum, Mariehamn, Åland – 1995
- Sommarkonst Eckerö, Sverige – 1995
- Galleri Fäktargubben, Mariehamn, Åland – 1993
- Galleri 3, Mariehamn, Åland – 1993
- Ålands Museum, Mariehamn, Åland – 1992
- Ålands Konstmuseum, Mariehamn, Åland – 1991

## Stipendier[7]
- Ålands Kulturdelegation (1989, 1993, 1997, 2005, 2009)
- Svenska Kulturfonden (1990, 2002, 2005)
- Svenska kulturfondens resestipendium (2001, 2005, 2009)
- Mariehamns Kulturnämnd (2009)
- Konstsamfundet (2006)
- NIPÅ Kulturexportstipendium (2005)
- Skandinavisk Konstnärskollegium Rom (1994)